# شيرين حيدري
شيرين حيدري (مواليد 1990) عارضة أزياء وحاملة لقب ملكة جمال إيرانية بعدما توجت بلقب ملكة جمال إيران 2018. وأعلنت المنظمة أنها ستشارك في مسابقة ملكة جمال الكون 2019. هذا العام لكن ذلك الأمر لم يتم، كانت تلك المناسبة لتحمل أهمية قصوى للأمة لأنها تصنع التاريخ من خلال الظهور لأول مرة في المسابقة.

## نشأتها
وهي حاصلة على شهادة في الهندسة المعمارية والهندسة من جامعة أوكلاند، نيوزيلندا. تعمل حاليًا في نيوزيلندا وتعمل مهندسة برمجيات.إنها ثنائية اللغة ويمكنها التحدث بالفارسية والإنجليزية بطلاقة.
إنها تستمتع بقراءة الكتب، والذهاب إلى صالة الألعاب الرياضية، واليوغا، والرقص، وتصميم الأزياء وأحب ممارسة الرياضة مثل السباحة والجمباز وكرة السلة وكرة الريشة.
تعتقد شيرين أن مسابقة ملكة جمال إيران هي مكان رائع للنساء الإيرانيات حيث إنها ستساعدهن على فهم حقوقهن وتحسينهن ليصبحن أقوى في حياتهن. نتيجة لذلك، ستنتج النساء الأقوى أطفالًا وأسرًا أقوى مما سيخلق جيلًا أقوى في المستقبل لبلدنا. إنها ترغب في دعم النساء الإيرانيات ومساعدتهن على النمو وأن يكونوا أحرارًا في تحقيق أهداف حياتهم في المجتمع.

## مسيرتها ومشاركته
ليست جديدة في عالم المسابقات حيث شاركت في مسابقة ملكة جمال نيوزيلندا الوطنية 2017 وكانت حتى المسابقة النهائية في المسابقة. تنافست عشر نساء على اللقب الوطني لملكة جمال إيران 2018 وتم منح التاج لشرين في نهاية الحفل. ومع ذلك، حصل بانيز رهناما على أول لقب الوصيف وكذلك لقب المتسابق الأكثر موهبة. تم منح لقب ملكة جمال التين 2018 وكذلك لقب الوصيف الثاني إلى هيليا جليلنزهاد، التي فازت أيضًا بجائزة اختيار الشعب. حصلت هدى نيك على لقب الوصيف الثالث والوجه الأكثر جمالا.

أعربت شيرين حيدري عن امتنانها من خلال مقال كتبته: 
| شيرين حيدري | يشرفني أن أحصل على لقب ملكة جمال إيران 2018 وأن أمثل وطني الإيراني العظيم. إنني أتطلع إلى المنافسة الدولية وآمل أن أتمكن من تحقيق لقب جديد لإيران والشعب الإيراني ولجعل الجميع فخورين. أحتاج إلى كل دعمكم في رحلتي. | شيرين حيدري |

## روابط خارجية
- Miss Iran official website